# سوفوريكسانت
سوفوريكسانت، الذي يُباع بالاسم التجاري بيلسومرا، هو دواء حاصر لمستقبلات أوركسين. يوصف بشكل خاص لعلاج الأرق الذي يتسم بوجود صعوبات في بدء النوم و/أو المحافظة عليه لدى البالغين. يساعد سوفوريكسانت على النوم على نحو أسرع، ولمدة أطول، والاستيقاظ مرات أقل خلال الليل، والحصول على نوعية نوم أفضل. فعالية الدواء متواضعة، وتشبه فعالية حاصرات أوركسين الأخرى، ولكنها أقل من فعالية البنزوديازيبينات والعقارات اللابنزوديازيبينية. يُعطى سوفوريكسانت عن طريق الفم. 
تشمل الآثار السلبية لعقار سوفوريكسانت النعاس والنعاس النهاري والخمول والصداع والدوخة والأحلام الغريبة وجفاف الفم وتأثر القدرة على قيادة السيارة في اليوم التالي. وفي حالات نادرة، يحدث شلل النوم والهلوسات المرتبطة بالنوم وسلوكيات النوم المعقدة كالسير خلال النوم والأفكار الانتحارية. يبدو أن التحمل والاعتماد والسحب والتأثير الارتدادي تأثيرات لا تحدث بشكل كبير عند استخدام الدواء. سوفوريكسانت هو دواء مضاد مزدوج لمستقبلات أوركسين. يعمل بصفته مضادًا انتقائيًا لمستقبلات أوركسين أو إكس 1 وأو إكس 2. للدواء عمر نصف مُقدر متوسط يبلغ 12 ساعة والوقت اللازم للوصول إلى التركيز المصلي الأعظمي هو 2-3 ساعات. بخلاف البنزوديازيبينات والأدوية اللابنزوديازيبينية، لا يتفاعل سوفوريكسانت مع مستقبلات غابا، بل لديه آلية تأثير مميزة. 
بدأ التطوير السريري لدواء سوفوريكسانت في 2006 وطُرح للاستخدام الطبي في 2014. يُصنف الدواء ضمن الفئة 4 من المواد الخاضعة للرقابة في الولايات المتحدة وقد يكون قابلًا لسوء الاستخدام بشكل بسيط. لا يخضع استخدامه في أستراليا للرقابة وهو ما يثير الجدل. لا يوجد سوفوريكسانت في تركيبات مكافئة. وتوجد حاصرات أخرى لمستقبلات أوركسين مثل لمبوريكسانت وداريدوريكسانت.

## الاستخدام الطبي
يستخدم سوفوريكسانت لمعالجة الأرق الذي يتميز بصعوبات في بدء النوم و/أو الاستمرار في النوم لدى البالغين. عند أخذ جرعة 15 حتى 20 وبالمقارنة مع المعالجة بالدواء الغُفل (البلاسيبو)، تبين أن الدواء يقلل الوقت اللازم لبدء النوم بنحو عشر دقائق ويقلل وقت الاستيقاظ بعد النوم بنحو 15-30 دقيقة ويزيد الوقت الإجمالي للنوم بنحو 10-20 دقيقة. بينت مراجعة منهجية وتحليل تلوي للتجارب السريرية المنضبطة المعشاة في 2017 أن الدواء يزيد الوقت الإجمالي للنوم ونوعية النوم وفقًا لتقييم المرضى بعد شهر إلى ثلاثة أشهر من العلاج. فعالية الجرعات المصرح باستخدامها (أقل من 20 مغ) في معالجة الأرق متواضعة.
قيم تحليل تلوي شبكي التأثيرات المعززة للنوم لدواء سوفوريكسانت وقارنها مع تأثيرات الحاصرات الأخرى لمستقبلات أوركسين مثل لمبوريكسانت وداريدوريكسانت بالإضافة إلى الأدوية الأخرى التي تساعد على النوم مثل البنزوديازيبينات والأدوية اللابنزوديازيبينية ومضادات الهيستامين والمركنات (مثل ترازودون ودوكسيبين وأميتريبتيلين وميرتازابين)، وشادات مستقبلات الميلاتونين. وجدت مراجعة منهجية وتحليل تلوي شبكي للأدوية المضادة للأرق نُشر عام 2022 أن حجم الأثر لدواء سوفوريكسانت مقابل البلاسيبو في معالجة الأرق عند الأسبوع الرابع من استعماله 0.31 (مجال ثقة 95% 0.01 حتى 0.62).  تبين أن فعالية سوفوريكسانت مماثلة لفعالية لمبوريكسانت عند الأسبوع الرابع من استخدامه (حجم الأثر 0.36 مجال ثقة 95% 0.08-0.63) وأيضًا داريدوريكسانت (حجم الأثر 0.23 مجال ثقة 95% 0.01-0.48) بينما أظهرت البنزوديازيبينات والأدوية اللابنزوديازبينية حجم أثر أكبر (0.45-0.83) وأظهرت مضادات الهيستامين (دوكسيبين ودوكسي لامين وتريميبرامين) فعالية مشابهة لسوفوريكسانت (حجم الأثر0.30-0.55). 
تزيد حاصرات مستقبلات أوركسين مثل سوفوريكسانت الوقت الإجمالي للنوم من خلال زيادة مدة طور حركة العين السريعة، وليس لها تأثير على طور حركة العين غير السريعة بل يمكن أن تنقصه. وهو ما يخالف معظم المنومات الأخرى، التي لا تؤثر على طور حركة العين السريعة أو أنها تقلله. لا يتضح تمامًا تأثير هذه الاختلافات. بعكس المنومات الأخرى مثل البنزوديازيبينات والأدوية اللابنزوديازبينية، مثبطات مستقبلات أوركسين لا تؤثر على مراحل النوم ما يؤدي إلى نوم أكثر راحة. 
من غير الواضح ما إذا كان سوفوريكسانت آمنًا لدى الأشخاص الذين عانوا من إدمان أو كحولية في السابق، لأن هذه الفئة لم تُشمل في التجارب السريرية المجراة على سوفوريكسانت. أظهرت مراجعة كوكرين أن سوفوريكسانت فعال على المدى القصير في معالجة اضطرابات النوم لدى الأشخاص الذين يعانون من الخرف مع ظهور بعض الأعراض الجانبية. لا يُعرف ما إذا كان سوفوريكسانت فعالٌا وآمنًا لمعالجة مشكلات النوم لدى الأطفال والمراهقين لأنه لم يُدرس في هذا السياق.
حصل سوفوريكسانت على الموافقة على الاستخدام في الولايات المتحدة من قبل إدارة الدواء والغذاء الأمريكية بجرعات 5-20 مغ ومن قبل إدارة السلع العلاجية في أستراليا ووكالة الأدوية والأجهزة الطبية في اليابان بجرعة 15 لدى كبار السن و20 لدى البالغين الشباب. في الولايات المتحدة، تبدأ الجرعة الموصى بها من 10 مغ وتبلغ الجرعة القصوى 20 مغ. قُدمت طلبات الموافقة على استخدام جرعات أعلى (30-40 مغ) للوكالات المنظِمة ولكن لم تُعط الموافقة وذلك بسبب عدم وجود ما يثبت زيادة الفعالية بشكل مهم مع الجرعات الأكبر ومخاوف بشأن التأثيرات في اليوم التالي (مثل التأثير على القيادة). بالإضافة إلى الجرعات السابقة، جرى تقييم الدواء في جرعات تصل إلى 100 مغ في التجارب السريرية. تبين أن هذه الجرعات الأعلى أكثر فعالية في تعزيز النوم مقارنة بالجرعات الأقل إلا أنها تسبب تأثيرات أكبر في اليوم التالي. لم يجرَ تقييم للجرعات الأقل 5-10 الموافق على استخدامها في الولايات المتحدة بشكل موسع في التجارب السريرية.
إرشادات الممارسة السريرية الصادرة عن الأكاديمية الأمريكية لطب النوم توصي باستخدام سوفوريكسانت في علاج صعوبة البدء بالنوم وصعوبة المحافظة على النوم إلى جانب الكثير من الأدوية الأخرى. لا تُستخدم مثبطات أوركسين في الخط العلاجي الأول للأرق بسبب تكلفتها العالية والمخاوف المتعلقة بسوء الاستخدام. لا توجد بعد تركيبات مكافئة لسوفوريكسانت.

### الأشكال المتاحة
سوفوريكسانت متاح بجرعات 5، 10، 15، 20 مغ ضمن مضغوطات فموية ملبسة. يوجد في عبوات نفاطية تحوي 10 أو 30 حبة مغلفة بالإضافة إلى عبوات فيها ثلاث حبات. يختلف توفر هذه العبوات المختلفة تبعًا للدولة (توجد الأشكال الثلاثة في أستراليا بينما توجد فقط عبوات تحتوي 30 حبة في الولايات المتحدة).

## مضادات الاستطباب
سوفوريكسانت مضاد استطباب لدى الأشخاص المصابين بالنوم القهري لأنه قد يزيد الأعراض سوءًا. وهو مضاد الاستطباب المطلق الوحيد. لم يُدرس استخدام سوفوريكسانت لدى الأشخاص المصابين بأذية كبدية شديدة ولا يوصى به بسبب احتمال زيادة تركيزه المصلي. في المقابل، يمكن استخدام سوفوريكسانت عند الأشخاص المصابين بأذية كبدية خفيفة إلى متوسطة وأيضًا في حال وجود أّذية كلوية بغض النظر عن شدتها ولا يلزم تعديل الجرعة لدى هؤلاء المرضى. لا يوصى باستخدام سوفوريكسانت مع مثبطات الإنزيم سيتوكروم 3 إيه 4 بسبب احتمال زيادة التركيز المصلي للدواء وبالمقابل يؤدي تناوله مع محرضات الإنزيم سيتوكروم 3 إيه 4 إلى قلة تركيزه المصلي وبالتالي قلة فعاليته. يجب استخدام الدواء بحذر لدى المرضى الذين لديهم سوابق إدمان أو كحولية بسبب احتمال التعلق بالدواء واحتمال سوء استخدامه بجرعات أعلى من المسموح بها للأغراض العلاجية. وبشكل مشابه، يجب استخدامه بحذر لدى المرضى الذين لديهم إصابة بالاكتئاب أو أفكار انتحارية لأنه يؤدي في حالات نادرة إلى ظهور الأفكار الانتحارية. يُستطب إعطاء الدواء لدى البالغين والمسنين لكنه لم يُدرس لدى الأطفال والبالغين لذا لا يوصى باستخدامه عند هاتين الفئتين.
أظهر استخدام سوفوريكسانت تأثيرات ماسخة عند الحيوانات مثل إنقاص وزن الجسم وذلك عند استخدام جرعات أعلى من الموصى بها لأغراض علاجية. لم يجرِ التحقق من وجود تأثيرات ماسخة عند استخدامه بجرعات علاجية لدى الإنسان بسبب نقص الأبحاث والبيانات المتوفرة. يُصنف سوفوريكسانت في الفئة سي من فئات السلامة في أثناء الحمل في الولايات المتحدة. ولا يُعرف ما إذا كان يُفرز في الحليب، أو إذا كان يؤثر على الرضاعة لدى النساء المرضعات أو يؤثر على الطفل الذي يتناول الحليب.